# Changmo (rapper)
Gu Chang-mo (tiếng Hàn: 구창모) anh được biết đến với tên Changmo (tiếng Hàn: 창모) là một rapper và nhà sản xuất âm nhạc Hàn Quốc.

## Tiểu sử và Sự nghiệp

### Tiểu sử
Changmo sinh ngày 31 tháng 5 năm 1994 tại Jeongseon, Gangwon, Hàn Quốc. Anh bắt đầu chơi piano khi mới 5 tuổi. Anh bắt đầu thích nhạc hip-hop và học hip-hop qua các channel trên YouTube. Anh đã đăng ký và đậu Đại học Âm nhạc Berklee chuyên ngành piano 2 lần, nhưng anh đã từ bỏ vì vấn đề tài chính và bắt đầu làm mixtape ở tuổi 20.

### Sự nghiệp
Anh đã phát hành single đầu tiên mang tên Gangster vào năm 2014. Sau khi phát hành single, anh đã có một thời gian sa sút và không thể phát hành nhạc một thời gian dài. Sau 2 năm, anh đã trở lại với EP "MOTOWN" và EP "Time to Earn Money 2" vào năm 2016.
Tháng 10 năm 2016, Changmo ký hợp đồng với Ambitiom Musik và anh cũng phát hành EP "Time to Earn Money 3" vào tháng 12 cùng năm. Anh đã phát hành album đặc biệt đầu tay "Gettin Money Moment" vào ngày 24 tháng 5 năm 2017. Năm 2018, anh xuất hiện trên Show Me the Money 777 với tư cách là producer cùng với The Quiett. Năm 2019, anh phát hành full-album đầu tay "Boyhood" và bài hát chủ đề "METOR" đã đạt hạng nhất 2 lần trên bảng xếp hạng Gaon Hàn Quốc. Sau thành công của album "Boyhood" và "METOR", anh đã phát hành EP "BIPOLAR" kết hợp cùng với nam rapper Paul Blanco vào năm 2020. Năm 2021, anh xuất hiện trên High School Rapper 4 cùng với producer tài năng Way Ched với tư cách là mentor. Hai rapper trẻ TRADE L và D.Ark của team anh đã giành giải quán quân và quý quân của chương trình.

## Đời sống cá nhân
Ngày 14 tháng 3 năm 2022, anh chính thức nhập ngũ.

## Âm nhạc

### Mixtape
- DBJB (돈 벌 준비)

1.Aeroplane
2.God Under Deokso (신 아래 덕소)
3.Seoul's Money (서울의 돈 (이쁜이들아))
4.B a b y I m S o r r y
5.Twosome Place (노원)
- DBSG (돈 벌 시간)

1.It's Hard To Escape The Common People (서민을 벗어나기란 어렵지)
2.Dopeman
3.Within Rumors (소문내)
4.Don Nena
5.Do I (마 내가)
6.Song About Me (나에 대한 곡)
7.It's Good Feeling Like Changmo (창모처럼 사니 기분 좋구만)
8.God Under Deokso (신 아래 덕소)
- BDJB (별 될 준비)

1.Why (왜)
2.Draft Day Freestyle (feat. Errday)
3.Underground Love (feat. D-Hack)
4.Skit (뚜벅이 인생)
5.Hustler Music (허슬러 음악)
6.Hipster Girl
7.Sonyeo (소녀)
8.D R I N K
9.Skit 2 (취중진담)
10.Tomorrow (feat. The Quiett)
11.Trophies
- Incomplete

1.Only (오직)
2.Don't Say It (말하지도 마)
3.Villain (악당) (feat. LTAK)
4.Do It First (일단은 해)
5.Versace
6.Erase You (널 지워야해)
7.Without Me (나없이)
8.Same Girls (여자는 같애)
9.Confession (고백)
10.Plz L.O.V.E
11.First Feeling (첫 느낌) (feat. J;Key)

### Album và Đĩa nhạc
- M O T O W N

1.Light Me Up
2.Party
3.Mine (내꺼)
4.Get Money (돈 벌어)
5.W A N G
6.Nobody
- Time to Earn Money 2 (돈 벌 시간 2)

1.Money Made Me Do It (돈이 하게 했어)
2.D.O.N
3.Sanai (사나이) (feat. Don Mills)
4.Maestro (마에스트로)
5.Beautiful (아름다워)
- Time to Earn Money 3 (돈 벌 시간 3)

1.Ambition (feat. Hash Swan & Kim Hyo-eun)
2.Rockstar
3.Ah Yee Ya (아이야) (feat. Beenzino)
4.My Mate (feat. MyunDo)
5.Bling!
- Gettin Money Moment (돈 번 순간)

1.Inkigayo (인기가요) (feat. The Quiett & Dok2)
2.One More Rollie (feat. Kim Hyo-eun & Hash Swan)
3.Show Me Love (feat. Sik-K)
4.Two Face
5.Five
6.Bape
7.High with Me
- Reached Moment (DNSG) (닿는 순간)

1.Intro
2.Lilac (라일락) (feat. Choi Jung-hoon of Jannabi)
3.Touch (닿게 됐어)
4.Hood Boyz (동네 놈들) (feat. Paul Blanco)
5.Holy God
6.Selfmade Orange (feat. Superbee)
7.Interlude
8.Can't You See I'm a Rockstar? (feat. Paul Blanco)
- Boyhood[8]

1.Wish (빌었어)
2.Meteor
3.We Up (위업) (feat. Okasian, Uneducated Kid)
4.2 Minutes of Hell (feat. Paul Blanco)
5.My Hometown Seoul (나의고향서울)
6.Da Wero (더 위로)
7.Dearlove (skit)
8.Serenade (세레나데)
9.031576
10.Remedy (feat. Chungha)
11.Meet Me in Toronto (feat. Paul Blanco)
12.Hotel Walkerhill (feat. Hash Swan)
- Underground Rockstar[9]

1.Moraesigye (모래시계)
2.Taiji (태지)
3.Rockstar Lifestyle (feat. 365lit, Posadic)
4.Beretta (feat. Ahn Da-young)
5.Chronic Love (feat. Jibin (Y2K92))
6.Vivienne
7.Little Brothers (feat. Lil Gimchi)
8.Hyperstar
9.Hotel Room
10.No Regret (feat. Joe Layne)

### Singles
| Năm  | Tên bài            | Nghệ sĩ | Đĩa đơn |
| ---- | ------------------ | ------- | ------- |
| 2014 | Gangster           | Changmo |         |
| 2016 | Cigarette          | Changmo |         |
| 2018 | Boy                | Changmo |         |
| 2020 | Countin My Guap    | Changmo |         |
| 2020 | Swoosh Flow Remix  | Changmo |         |
| 2022 | Just The Two Of Us | Changmo |         |

### Collaborative

#### Collaborative albums
- Don't Touch My Phone (돈 Touch My Phone) (Changmo x Yumdda)

1.4 Times
2.Don't Touch My Phone (feat. Zoorumpug)
- Bipolar  (Changmo x Paul Blanco)

1.Birthstone
2.Shoot - Paul Blanco  (feat. Uneducated Kid)
3.Swoosh Flow - Changmo
4.For You (널 위해) - Paul Blanco (feat. Hwanhee)
5.Bebe
6.Countin My Guap - Changmo
7.Star Ceiling - Paul Blanco
8.Big Love

#### Collaborative singles
| Năm  | Tên bài                     | Nghệ sĩ                                                              | Album/Đĩa đơn |
| ---- | --------------------------- | -------------------------------------------------------------------- | ------------- |
| 2017 | Blue Moon                   | Changmo, Hyolyn                                                      |               |
| 2017 | No Switchin' Sides          | Changmo, Dok2, The Quiett, Keem Hyo-eun, Hash Swan                   |               |
| 2018 | We Bad                      | Changmo, The Quiett, Dok2                                            |               |
| 2018 | 119 Remix                   | Changmo, Various Artists                                             |               |
| 2018 | Maserati & Porsche          | Changmo, Superbee                                                    |               |
| 2019 | Bition Boyz                 | Changmo, Hash Swan, Ash Island, Keem Hyo-eun                         |               |
| 2019 | The Fearless Ones           | Changmo, Beenzino, The Quiett, Sik-K                                 |               |
| 2019 | Band                        | Changmo, Hash Swan, Ash Island, Keem Hyo-eun                         |               |
| 2019 | Beer                        | Changmo, Hash Swan, Ash Island, Keem Hyo-eun, Leellamarz, The Quiett |               |
| 2020 | Pay Day With KozyPop        | Changmo, Ash Island, Junggigo                                        |               |
| 2020 | Own It                      | Changmo, Stormzy, Burna Boy                                          |               |
| 2021 | Runner                      | Changmo, Raiden, Baekhyun                                            |               |
| 2021 | B.O.T.B. (Best Of The Best) | Changmo, Gaeko, Don Mills, Los, DeVita, Sole, Since, Be'O            |               |

### Featured
| Năm  | Tên bài                                     | Nghệ sĩ                                                                                                   | Album                                                                  |
| ---- | ------------------------------------------- | --- | ---------------------------------------------------------------------- |
| 2016 | "Good Saturday"                             | The Quiett feat. Changmo, Chamane                                                                         | Q Train 2                                                              |
| 2016 | "10K"                                       | Futuristic Swaver feat. Changmo                                                                           | Futuristic Swaver Vs. The World                                        |
| 2016 | "Give U A Hug" (안겨줘)                     | Don Mills feat. Changmo                                                                                   | Meerae (미래)                                                          |
| 2016 | "Put It Down"                               | Dok2 feat. Keem Hyo-eun, Changmo                                                                          | Entourage Mixtape                                                      |
| 2017 | "Forgive Me"                                | Marvel J feat. Changmo, Don Mills                                                                         | Graduation                                                             |
| 2017 | "돈 벌러 왔어"                              | Marvel J feat. Changmo                                                                                    | Graduation                                                             |
| 2017 | "Are You With Me?" (있으면 돼)              | So Ji-sub feat. Changmo                                                                                   |                                                                        |
| 2017 | "Ambition And Vision"                       | Dok2 feat. Beenzino, Changmo, Keem Hyo-eun, Hash Swan, The Quiett                                         | Reborn                                                                 |
| 2017 | "Wine"                                      | Suran feat. Changmo                                                                                       |                                                                        |
| 2017 | "Too Cold"                                  | Primeboi feat. Changmo, Huckleberry P, Justhis, Jay Moon                                                  | 예고편                                                                 |
| 2017 | "Money On The Floor"                        | The Quiett feat. Don Mills, Changmo                                                                       | Millionaire Poetry                                                     |
| 2017 | "1llusion Remix"                            | Don Mills feat. The Quiett, Keem Hyo-eun, Changmo, Hash Swan                                              | Reborn (CD Ver.)                                                       |
| 2017 | "La La La"                                  | Keem Hyo-eun feat. Changmo                                                                                |                                                                        |
| 2017 | "Blame" (탓)                                | Bernard Park feat. Changmo                                                                                |                                                                        |
| 2017 | "Boing"                                     | Jessi feat. Changmo                                                                                       | Un2verse                                                               |
| 2017 | "Sixteen" (식스틴)                          | Samuel feat. Changmo                                                                                      | Sixteen                                                                |
| 2017 | "Thank You"                                 | Huckleberry P feat. Sway D, Changmo                                                                       |                                                                        |
| 2017 | "Twisted" (비틀어)                          | Junoflo feat. Keem Hyo-eun, Changmo                                                                       | Show Me The Money 6 (Ep.4)                                             |
| 2017 | "Ooh Ah Girl"                               | Xion feat. Changmo                                                                                        |                                                                        |
| 2017 | "My Wave"                                   | The Quiett, Dok2 feat. Changmo, Keem Hyo-eun                                                              | Fever Music 2017                                                       |
| 2017 | "Girl"                                      | Brllnt feat. Changmo                                                                                      | Girl                                                                   |
| 2017 | "Crazy (Remix)"                             | Dok2 feat. Changmo                                                                                        | Crazy                                                                  |
| 2017 | "Timid"                                     | Jeebanoff feat. Changmo                                                                                   | Karma                                                                  |
| 2017 | "Pass The Rhyme"                            | Superbee feat. Changmo, Dok2                                                                              | Rap Legend                                                             |
| 2018 | "Mills Gon Do It (Remix)"                   | Don Mills feat. Woodie Gochild, Zene The Zilla, EK, Bill Stax, Odee, Deepflow, Changmo                    | Mills Way                                                              |
| 2018 | "John Doe"                                  | Hash Swan feat. Dayday, Changmo                                                                           | Alexandrite                                                            |
| 2018 | "Hot Boy$"                                  | Los feat. Woodie Gochild, Changmo                                                                         |                                                                        |
| 2018 | "Alone"                                     | Uneducated Kid feat. Changmo                                                                              | Uneducated World                                                       |
| 2018 | "Yard Sale"                                 | Odee, Viann feat. Jinbo The Superfreak, Changmo                                                           | Open Monday                                                            |
| 2018 | "Crzy"                                      | Twlv feat. Changmo                                                                                        | Contents ½                                                             |
| 2018 | "Mood Maker"                                | Han Yo-han feat. Changmo, Giriboy, Justhis                                                                | Dragon Bike (청룡쇼바)                                                 |
| 2018 | "Hangang Gang" (한강 gang)                  | The Quiett feat. Byungun, Changmo                                                                         | Glow Forever                                                           |
| 2018 | "Flex Forever"                              | The Quiett feat. Changmo                                                                                  | Non-album single                                                       |
| 2018 | "3,000 Won" (삼천원)                        | DJ Wegun feat. Changmo, Yumdda, Uneducated Kid                                                            | Band Wegun Effect                                                      |
| 2018 | "SaimSaim" (사임사임)                       | Coogie, Superbee, D.Ark feat. Changmo                                                                     | Show Me The Money 777 (Ep.1)                                           |
| 2018 | "If I Got Money"                            | Leellamarz feat. Crucial Star, Changmo                                                                    | Marz 2 Venus                                                           |
| 2018 | "Uck" (억)                                  | Superbee feat. Changmo                                                                                    | Show Me The Money 777 (Ep.4)                                           |
| 2018 | "Wifey"                                     | Coogie feat. Changmo                                                                                      |                                                                        |
| 2018 | "When You Are Alone" (방에 혼자 있을 때)    | Leellamarz feat. Changmo, Ash Island                                                                      | Violinist                                                              |
| 2018 | "Deadstar"                                  | Ash Island feat. Changmo                                                                                  |                                                                        |
| 2018 | "Lotto"                                     | Bradystreet feat. Changmo                                                                                 | He6rt Te6rs                                                            |
| 2019 | "Money Over Bullshit Remix"                 | The Quiett feat. Changmo, Sik-K, Superbee                                                                 | Q Day Remixes                                                          |
| 2019 | "Prime Time Remix"                          | The Quiett feat. Odee, Changmo, Hash Swan, Dok2                                                           | Q Day Remixes                                                          |
| 2019 | "Levitate"                                  | Ice Puff feat. Changmo                                                                                    |                                                                        |
| 2019 | "K"                                         | Zene The Zilla feat. Changmo                                                                              | Cold (감기)                                                            |
| 2019 | "Undergod" (힙합 꼰대)                      | Dok2 feat. Changmo, Keem Hyo-eun, Los, Deepflow, Nucksal, Young B, Double K, Snacky Chan, Junoflo, Pyunny | Kill Bill 3rd Stage                                                    |
| 2019 | "H0"                                        | Lo Volf, Haifhaif feat. Changmo, Dustyy Han                                                               | Money Baby                                                             |
| 2019 | "Go High"                                   | Lee Young-ji feat. Woo, Changmo, The Quiett                                                               | High School Rapper 3 Final                                             |
| 2019 | "So I Call It Love"                         | Leellamarz feat. Jeebanoff, Changmo                                                                       |                                                                        |
| 2019 | "Han Gang Gang Megamix" (한강 gang megamix) | The Quiett feat. Sukhoon Chang, Changmo, Coogie, Superbee, Beenzino, Zene The Zilla                       |                                                                        |
| 2019 | ""Racks&lex"                                | Ryl feat. Changmo                                                                                         | Dynamiszone2 (가능태공간2)                                             |
| 2019 | "Paranoid Remix"                            | Ash Island feat. Changmo, Paul Blanco                                                                     |                                                                        |
| 2019 | "Rock&Roll Baby" (락앤롤 베이비)            | Bassagong feat. Changmo                                                                                   |                                                                        |
| 2019 | "Fedexx Girl"                               | Bibi feat. Changmo                                                                                        | The Manual For People Who Want To Love (사랑하는 사람들을 위한 지침서) |
| 2019 | "Ha Ha Ha"                                  | Way Ched feat. Changmo                                                                                    | Comfy                                                                  |
| 2019 | "Ambition" (야망)                           | Leellamarz feat. Ash Island, Keem Hyo-eun, Hash Swan, Changmo                                             | Marz 2 Ambition                                                        |
| 2019 | "Whistle" (호루라기)                        | Swings, Han Yo-han feat. Nafla, Changmo                                                                   |                                                                        |
| 2019 | "The Greatest, Part 2"                      | Paloalto feat. Los, Changmo, Owell Mood                                                                   |                                                                        |
| 2019 | "42.195"                                    | Mago feat. Changmo                                                                                        | Something About Me 1 (나에 대한 어떤 것 1)                             |
| 2019 | "Fyah"                                      | Posadic feat. Changmo                                                                                     | Chill Boi Stealz Ur Heart                                              |
| 2019 | "Hunnit Million Won" (1억원)                | Chaboom feat. Changmo                                                                                     | Sweets & Bitters                                                       |
| 2019 | "Friends"                                   | Panda Gomm feat. Leellamarz, Changmo                                                                      | Sleeptalking                                                           |
| 2019 | "Look At Me Remix"                          | Yuzion feat. Flavordash, Changmo                                                                          |                                                                        |
| 2019 | "SOS"                                       | Skinny Brown, Toil feat. Changmo                                                                          | Tokkinny Brown (토끼니브라운)                                          |
| 2019 | "Imaginary"                                 | Somdef feat. Changmo, Tommy Strate                                                                        | MorningMare                                                            |
| 2019 | "Unlike You"                                | Mago feat. Changmo                                                                                        | Something About Me 2 (나에 대한 어떤 것 2)                             |
| 2020 | "Girls.." (덤벼대)                          | Twlv feat. Changmo, Superbee                                                                              | K.I.S.S                                                                |
| 2020 | "Deadman"                                   | Blnk feat. Changmo, Chaboom                                                                               | Flame                                                                  |
| 2020 | "Selfmade Orange 2"                         | Superbee feat. Changmo, Paul Blanco                                                                       | Rap Legend 2                                                           |
| 2020 | "Juice"                                     | Owell Mood feat. Changmo                                                                                  | Owell's Mood                                                           |
| 2020 | "Ana" (않아)                                | Loopy feat. Changmo                                                                                       | No Fear                                                                |
| 2020 | "Balance"                                   | Way Ched feat. Changmo, Paul Blanco                                                                       | 2Months                                                                |
| 2020 | "Yours"                                     | Raiden, Chanyeol feat. Lee Hi, Changmo                                                                    |                                                                        |
| 2020 | "Never Change" (변하지 않아)                | Rohann feat. Haon, Changmo                                                                                | Neverland                                                              |
| 2020 | "Money Talks"                               | Mago feat. Changmo                                                                                        |                                                                        |
| 2020 | "ITX"                                       | Zene The Zilla feat. Changmo                                                                              |                                                                        |
| 2020 | "Play"                                      | Chung Ha feat. Changmo                                                                                    |                                                                        |
| 2020 | "Numbers"                                   | Jamie feat. Changmo                                                                                       |                                                                        |
| 2020 | "All In" (올인)                             | Han Yo-han feat. Paul Blanco, Changmo                                                                     | All In (올인)                                                          |
| 2020 | "Finally Remix" (그걸로 좋아 Remix)         | Keem Hyo-eun feat. Ash Island, Changmo                                                                    | Love-Hate                                                              |
| 2020 | "Paper Mache" (종이인형)                    | Jeebanoff feat. Changmo                                                                                   | Good Thing. (Remix)                                                    |
| 2020 | "Everything"                                | Way Ched feat. Changmo, Coogie, Ash Island, Bibi                                                          |                                                                        |
| 2020 | "Enter In My Head" (내 머리속의 지우개)     | Homies feat. Changmo                                                                                      | Ghetto Superstars                                                      |
| 2020 | "Street Kid"                                | Uneducated Kid feat. Changmo                                                                              | Hoodstar 2                                                             |
| 2021 | "In Self-Defense" (정당방위)                | Epik High feat. Woo Won-jae, Nucksal, Changmo                                                             | Epik High Is Here Pt. 1                                                |
| 2021 | "Language"                                  | Jiselle feat. Changmo                                                                                     |                                                                        |
| 2021 | "Backpack"                                  | Yung Chens, Trade L, Baggie, D.Ark feat. Changmo                                                          | High School Rapper 4 - Team Battle: Group                              |
| 2021 | "Do Re Mi Fa Sol"                           | Park Bom feat. Changmo                                                                                    |                                                                        |
| 2021 | "Numbers Of Cases" (경우의 수)              | D.Ark, Baggie feat. Changmo                                                                               | Rapper 4 - Team Battle: Textbook Rap Battle 1                          |
| 2021 | "Jeon Woochi" (전우치)                      | Trade L, Yung Chens feat. Changmo                                                                         | Rapper 4 - Team Battle: Textbook Rap Battle 1                          |
| 2021 | "Daebak Life Remix" (대박인생 Remix)        | Don Mills feat. Loco, Zene The Zilla, Changmo, Queen Wasabii, Munchman, Superbee                          |                                                                        |
| 2021 | "Genius"                                    | D.Ark feat. Changmo                                                                                       | EP1 Genius                                                             |
| 2021 | "Flu" (감기)                                | Heize feat. Changmo                                                                                       | Happen                                                                 |
| 2021 | "Jackson"                                   | Woodie Gochild feat. Changmo                                                                              | Swoop!                                                                 |
| 2021 | "Jay Park"                                  | Queen Wasabii feat. Changmo                                                                               |                                                                        |

## Chương trình tham gia
| Năm  | Tên show              | Ghi chú             | Ref    |
| ---- | --------------------- | ------------------- | ------ |
| 2014 | Show Me The Money 3   | Thí sinh            |        |
| 2018 | Show Me The Money 777 | Producer            |        |
| 2021 | High School Rapper 4  | Mentor              |        |
| 2024 | Rap Việt (mùa 4)      | Giám khảo khách mời | [ 10 ] |

## Giải thưởng và đề cử
| Năm  | Giải thưởng             | Hạng mục                        | Tác phẩm/ Nghệ sĩ    | Kết quả   | Ref    |
| ---- | ----------------------- | ------------------------------- | -------------------- | --------- | ------ |
| 2017 | Gaon Chart Music Awards | Discovery of the Year - Hip hop | Changmo              | Đoạt giải |        |
| 2020 | Golden Disc Awards      | Best R&B/Hip-hop Award          | "Meteor"             | Đoạt giải |        |
| 2020 | Korean Hip-Hop Awards   | Artist of the Year              | Changmo              | Đề cử     |        |
| 2020 | Korean Hip-Hop Awards   | Hip-hop Album of the Year       | Boyhood              | Đề cử     |        |
| 2020 | Korean Hip-Hop Awards   | Hip-hop Track of the Year       | "Meteor"             | Đoạt giải |        |
| 2020 | Korean Hip-Hop Awards   | Music Video of the Year         | "Meteor"             | Đề cử     |        |
| 2021 | Korean Hip-Hop Awards   | Collaboration of the Year       | "Swoosh Flow Remix"  | Đề cử     |        |
| 2022 | Korean Hip-Hop Awards   | Artist of the Year              | Changmo              | Đoạt giải | [ 11 ] |
| 2022 | Korean Hip-Hop Awards   | Hip-Hop Album of the Year       | Underground Rockstar | Đoạt giải | [ 11 ] |
| 2022 | Korean Hip-Hop Awards   | Hip-Hop Track of the Year       | "Hyperstar"          | Đề cử     | [ 11 ] |
| 2022 | Korean Hip-Hop Awards   | Hip-Hop Track of the Year       | "Taiji"              | Đoạt giải | [ 11 ] |
| 2022 | Korean Hip-Hop Awards   | Music Video of the Year         | "Taiji"              | Đoạt giải | [ 11 ] |
| 2022 | Korean Music Awards     | Best Rap & Hip-Hop Album        | Underground Rockstar | Đề cử     | [ 12 ] |
| 2022 | Korean Music Awards     | Best Rap & Hip-Hop Song         | "Taiji"              | Đoạt giải | [ 13 ] |